# 張金哲
張 金哲（張 錦哲、チャン・グムチョル、朝鮮語: 장금철、1961年 - ）は、朝鮮民主主義人民共和国の政治家。朝鮮労働党統一戦線部長、朝鮮労働党中央委員会委員、朝鮮アジア太平洋平和委員会委員、民族和解協力汎国民協議会中央委員などを歴任した。

## 経歴
1961年に生まれた。出生地は不明。2007年5月に訪朝した韓国の孫鶴圭元京畿道知事と、民族和解協力汎国民協議会中央委員として会談に同席した。その後朝鮮アジア太平洋平和委員会委員に就き、韓国の民間団体との交流を担当した。
2019年4月10日に開催された朝鮮労働党中央委員会第7期第4回会議で、金英哲の後任として朝鮮労働党統一戦線部長に任命され、党中央委員会委員に補選された。同年6月30日に板門店で金正恩委員長とドナルド・トランプアメリカ合衆国大統領が会談を行った際に、北側の随員として参加した。しかし、前任者の金英哲と違い対米外交についての実権はなく、会場を管理するために参加したという。2020年6月17日に北朝鮮が開城工業地区にあった南北共同連絡事務所を爆破すると、韓国の青瓦台が反発したことに対して、「今後、南朝鮮当局との交流や協力はありえない。」と談話を発表した。
2021年1月、朝鮮労働党第8次大会で統一戦線部長に金英哲が再任され、張の退任が確認された。